# Hamidreza Bashirian
Hamidreza Bashirian (persisch حمیدرضا بشیریان; * 24. August 1994) ist ein iranischer Grasskiläufer. Er nahm an der Juniorenweltmeisterschaft 2010 teil und startete im selben Jahr erstmals im Weltcup.

## Karriere
Bashirian nahm bisher nur an Grasskiwettkämpfen in Dizin in seinem Heimatland teil. Seine erste internationale Veranstaltung war die Juniorenweltmeisterschaft 2010, bei der er in der Super-Kombination und im Super-G als jeweils Vorletzter die Plätze 23 und 29 belegte, während er im Slalom und im Riesenslalom jeweils nach Torfehlern im zweiten Durchgang disqualifiziert wurde. Er ging auch bei einem zeitgleich in Dizin ausgetragenen Weltcup-Riesenslalom an den Start, bei dem er sich aber nicht für den zweiten Durchgang qualifizieren konnte. Nachdem er im Jahr 2011 an keinen Wettkämpfen teilgenommen hatte, startete Bashirian im Juli 2012 bei drei FIS-Rennen, bei denen er einmal unter die besten zehn fuhr. Am 25. August desselben Jahres nahm er erneut an einem Weltcup-Riesenslalom teil, bei dem er den 20. Platz belegte und damit seine ersten Weltcuppunkte gewann. Im Gesamtweltcup der Saison 2012 wurde er 56.

## Erfolge

### Juniorenweltmeisterschaften
- Dizin 2010: 23. Super-Kombination, 29. Super-G

### Weltcup
- 2012: 20. Platz, 11 Punkte